# Samsung YP-R0
Samsung YP-R0 — портативный мультимедийный проигрыватель от компании Samsung Electronics. Принадлежит к Yepp R серии. Поступил в продажу в декабре 2009 года. Среди материалов корпуса использованы алюминий и пластик.
В плеере есть разъем USB Micro-B, и с помощью стандартного кабеля его можно подсоединить к компьютеру. Поддерживается MTP или UMS (в зависимости от региона). При подсоединении к компьютеру аккумулятор заряжается.
В плеере также есть слот для карт памяти microSD (совместим с microSDHC).
Не нужна предварительная конвертация видео. Плеер может воспроизводить видео с разрешением до 720х480 пикселей и частотой 30 кадров в секунду. Плеер оснащен системой обработки звука DNSe 3.0.
Поддерживаемые форматы:
- Аудио: MP3, WMA, Ogg, AAC, FLAC, WAV
  - Контейнеры: AVI/SVI, MP4, WMV/ASF, MOV
  - Кодеки: MPEG-4, WMV9, H.264, Divx, Xvid,
- Изображение: JPEG, BMP, PNG, GIF
- Текст: TXT

В комплект поставки входят:
- Плеер
- Наушники EH420
- USB-кабель
- Инструкция по эксплуатации